# Nabukodonosor II.
Nabukodonosor II. (akad. Nabû-kudurri-uṣur, 630. – 561. pr. Kr.) je bio najveći vladar Novobabilonskog Carstva. Karijeru je započeo kao vojni časnik, a na prijestolje je došao 605. pr. Kr. nakon smrti svog oca Nabopolasara. Nabukodonosor II. je pokrenuo pohod na Judeju, osvojio Jeruzalem, te poslao Židove u egzil. Poznat je i po gradnji Semiramidinih visećih vrtova u Babilonu koje je dao izgraditi za svoju ženu Amitis od Medije koja je čeznula za svojom domovinom Medijom (Iran), te koji spadaju u sedam svjetskih čuda. U svoje vrijeme bio je poznat i kao Nabukodonosor Veliki, iako je kasnije među kršćanima i Židovima stekao negativnu reputaciju zbog babilonskog ropstva. U 20. stoljeću arapski odnosno irački nacionalisti su ga prigrlili kao svog heroja.

## Životopis
Nabukodonosor II. je bio drugi sin Nabopolasara, babilonskog kralja koji je Babiloniju oslobodio od asirskog ropstva, a 612. pr. Kr. uništio Novoasirsko Carstvo u savezu s medijskim kraljem Kijaksarom. Kako bi se taj savez učvrstio, Nabukodonosor II. se oženio za medijsku princezu Amitis od Medije.
Nestanak Novoasirskog Carstva stvorio je politički vakuum koga je pokušao ispuniti Egipat na čelu s faraonom Nekom II., zbog čega je Nabopolasar bio prisiljen voditi borbe promjenljivog ishoda u Siriji, da bi na kraju zapovjedništvo nad vojskom prepustio svom sinu Nabukodonosoru II. On je 605. pr. Kr. izvojevao odlučujuću pobjedu nad Egipćanima u bitci kod Karkemiša nakon čega je uspostavljena babilonska vlast nad Levantom. Iste je godine Nabopolasar umro, a Nabukodonosor II. postao novi babilonski kralj.
Prve godine vladavine Nabukodonosor II. proveo je u uspješnim pohodima protiv Skita i Kimerijaca. S obzirom na to da mu je brak s medijskom princezom osigurao savezništvo s moćnim susjedom na istoku, Nabukodonosor se uglavnom mogao orijentirati na prijetnje sa zapada. Godine 601. pr. Kr. propao je njegov pokušaj osvajanja Egipta, zbog čega je 597. pr. Kr. morao ugušiti pobunu u Judeji, odnosno opsjesti i osvojiti Jeruzalem. Isti se grad ponovno pobunio deset godina kasnije, nakon čega je Nabukodonosor razorio grad i njegove stanovnike odveo u babilonsko ropstvo.
Kasniji pokušaji egipatskih faraona da iskoriste babilonsku slabost nisu imali uspjeha. Nabukodonosor se tako umjesto ratovima mogao prepustiti građevinskim projektima. Uz Viseće vrtove je sagradio i obnovio niz hramova u Babilonu, podigao obrambeni Medijski zid i luke u Perzijskom zaljevu.
Godine 567. pr. Kr. pokrenuo je posljednji pohod na Egipat, koji je završio neuspjehom. Babilonska tradicija tvrdi da je nakon toga pao u melankoliju i počeo proricati propast svog carstva. Nabukodonosor II. je važan lik u Bibliji, odnosno u knjizi o Danielu i knjizi o Juditi

## Poveznice
- Babilonija
- Semiramidini viseći vrtovi
- Nabucco - Verdijeva opera

## Vanjske poveznice
- Zapisi Nabukodonosora II. - „Babilonska i asirska literatura“ (Gutenberg.org)
- Zapisi na Ištarskim vratima (Kchanson.com)
- Nabukodonosor II. (enciklopedija Britannica)
- Nabukodonosor II. (MSN Encarta)  Arhivirana inačica izvorne stranice od 21. kolovoza 2009. (Wayback Machine)
- Nabukodonosor II. (BritishMuseum.org)